# Lee Gagnon
Pour les articles homonymes, voir Gagnon.
Lee Gagnon est un saxophoniste ténor et alto, flûtiste, arrangeur et compositeur québécoise né à Amqui dans la région du Bas-Saint-Laurent (à l’est du Québec) le 2 septembre 1934.

## Biographie
Lee Gagnon compose de nombreuses musiques à succès pour plusieurs artistes populaires tout au long des années ainsi que des thèmes de films dont les réalisateurs Oliver Stone et Bernard Blier ont gagné des ACADEMY AWARDS, Il a également souvent fait des musiques sur des textes des paroliers canadiens Jean Robitaille et Luc Plamondon.

### Les débuts
Lee Gagnon fait ses débuts dans les années cinquante en étudiant la clarinette, le saxophone, la flûte et la composition de musique. Dès le début des années soixante, il travaille dans les cabarets et les boîtes de nuit de Montréal et ne tarde pas à diriger son propre orchestre de jazz entre 1960 et 1966. Il participe d’ailleurs au Festival de jazz de Montréal en 1962 et 1963; c’est l’époque de la formation du Lee Gagnon Tentet. Après 1966, Lee Gagnon dirige un quatuor et il se produit un peu partout avec ce dernier, notamment à l’Exposition universelle de 1967, à la radio et à la télévision de la Société Radio-Canada ainsi qu’avec l’Orchestre symphonique de Montréal. Il participe aux albums de certains autres artistes en tant que musicien. C’est le cas, par exemple, de l’album Une voix, deux pianos enregistré en 1967 par le trio formé de Claude Léveillée, André Gagnon et la choriste Nicole Perrier. En effet, sur cet opus, Lee Gagnon y joue du saxophone et de la flûte. Entre 1969 et 1972, il est l’accompagnateur attitré du chanteur Charles Aznavour lors des concerts de cet artiste français en sol québécois.
Le compositeur signe plusieurs œuvres de jazz ainsi qu’un ballet en 1973, basé sur la pièce Jérémie du dramaturge Marcel Dubé. Il participe à plusieurs albums, dont La Jazztek en 1967, Je jazze en 1968, Jazzzz en 1969 et Détente en 1970. De plus, il compose la musique de quelques films, notamment La Reine du mal d’Oliver Stone en 1973 et la chanson thème "Hook Up Together du film Beau Père de Bernard Blier tous deux gagnants d'un ACADEMY AWARD aussi il écrit le thème du film  Pousse mais pousse égal de Denis Héroux en 1974. Il passe ensuite du jazz à la musique pop en composant pour d’autres artistes.

#### Compositeur pourGinette Reno
Lee Gagnon se lie d’amitié avec la chanteuse Ginette Reno et à partir de 1974, il lui compose une série de succès, souvent sur des paroles de Jean Robitaille ou de Michel Collet. On retient parmi tous ces titres Je t’offrirai (Des croissants de soleil)  introduit au Canadian Songwriters Hall Of Fame en 2007. Il écrit également  Avec toi, Je t’ai fait une chanson,  Il est l’arrangeur de la longue pièce La roue du destin, une musique d’une durée de six minutes parue sur l’album Aimons-nous de Ginette Reno en 1974. Son album "Jérémie" écrit pour Les Ballets Jazz de Montréal est devenu culte et objet de collection "Sampled" par les DJs du monde entier cité par Popsike.com.

#### Compositeur, arrangeur et chef d'orchestre pour d'autres artistes canadiens et américains
Lee Gagnon compose plusieurs chansons pour divers artistes québécois. Sur un texte de Jean Robitaille, il compose pour Nicole Martin la chanson Pour que l'on s'aime en 1975 (titre paru sur l'album éponyme Nicole Martin). La même année, il donne à Emmanuëlle le titre Les chansons d'autrefois sur des paroles de Luc Plamondon. Il écrit aussi pour Serge Laprade (Les quartiers de lune), pour Châtelaine (Corps à Corps avec toi, I Wouldn’t Give You Up), il fait des arrangements pour France Castel. De plus, il signe les orchestrations et les arrangements de l’album Vive la Canadienne ! : Chansons folkloriques canadiennes-françaises, un disque folklorique paru en 1976.
Lee Gagnon travaille depuis 1978 à New-York où il accompagne des artistes de réputation internationale dont Diane Ross, Sammy Davis Junior, Stevie Wonder, Tom Jones, Jerry Lewis. Il est également chef d'orchestre dans "La Grande Tournée Américaine" de Charles Aznavour.
Il atteint les Top20 sur BILLBOARD le plus important palmarès de la musique mondiale alors qu'il signe les arrangements de deux titres sur l'album d'Alma Fay : "Dont Fall In Love" et "It's Over"
Lee Gagnon a fait les musiques de nombreux commerciaux dont British Airway, Air Canada, A &W, Quaker Oats, Lotto Québec et de nombreux autres.
À New-York, Lee Gagnon travaille actuellement avec les plus grands du monde de la musique.